# Ildebrando D'Arcangelo
Ildebrando D'Arcangelo (nacido el 14 de diciembre de 1969) es un cantante de ópera italiano con voz de bajo-barítono.

## Carrera
Nacido en Pescara, Abruzzo, D'Arcangelo comenzó sus estudios en 1985 en el conservatorio de Luisa D'Annunzio de Pescara, con Maria Vittoria Romano, perfeccionándose con Paride Venturi en Bolonia.
De 1989 a 1991 cantó en el Concorso Internazionale Toti Dal Monte en Treviso, debutando con Così fan tutte y Don Giovanni', de Mozart. Ha interpretado bajo directores como Claudio Abbado, Valery Gergiev, Christopher Hogwood, Georg Solti, Bernard Haitink, Riccardo Muti, John Eliot Gardiner, Riccardo Chailly, Zubin Mehta, Myung-Whun Chung, Nikolaus Harnoncourt, James Levine y Seiji Ozawa. Cantó en La Scala de Milán, en la Metropolitan Opera de Nueva York, Royal Opera House Covent Garden de Londres, Opéra National (Bastille) (París), Lyric Opera of Chicago, Ópera de Los Ángeles, Ópera Estatal de Viena, Theater an der Wien, Gran Teatre del Liceu y el Festival de Salzburgo, entre otros muchos.
La discografía de Ildebrando D'Arcangelo incluye álbumes como solista: Arias de Handel (septiembre de 2009) y Arias de Mozart (abril de 2011) con el sello Deutsche Grammophon.
Fue nombrado Kammersänger de Austria en diciembre de 2014.

## Repertorio
Comprende sobre todo ópera clásica, incluyendo:
- Masetto, Leporello, y Don Giovanni (Don Giovanni)
- Figaro,[4] Conde de Almaviva (Las bodas de Figaro)
- Guglielmo y Don Alfonso (Così fan tutte)
- Colline (La bohème)
- Alidoro (La Cenerentola)
- Bartolo (El barbero de Sevilla)
- Selim (Il turco in Italia)
- Assur (Semiramide)
- Dulcamara (L'elisir d'amore)
- Count Rodolfo (La sonnambula)
- Bajazet, (Bajazet)
- Escamillo (Carmen)
- Ferrando ( Il trovatore)
- Attila (Attila)
- Méphistophélès (Fausto, La condenación de Fausto)
- Banco (Macbeth)
- Fiesco (Simon Boccanegra)

## Discografía
- Verdi: Misa de Requiem. 19 de noviembre de 2013. DVD & Blu-ray: 814337011482, con Gustavo Dudamel como director.
- Bellini: La sonnambula. 24 de febrero de 2009. L'Oiseau-Lyre 001238302, bajo la dirección de Alessandro De Marchi.
- Bellini: I puritani. 11 de octubre de 2010. Decca DVD 00044007433515. director: Michele Mariotti
- Bizet: Carmen. 28 de octubre de 2008. Decca 001216709. Director: Antonio Pappano.
- Donizetti: L'elisir d'amore. 16 de enero de 2007. Virgin Classics 63352. Director: Alfred Eschwé.
- Donizetti: aria Egli è spento, de la ópera Belisario, en Bel Canto Portrait/Nelly Miricioiu,[5] 14 de agosto de 2001. Opera Rara 217, director: David Parry.
- Donizetti: aria Addio, de Il Sibilo. 2 de diciembre de 2002. Opera Rara 219, con el piano de David Harper.[6]
- Donizetti: aria Addio brunetta, son già lontano, de Il Sibilo. 2 de diciembre de 2002. Opera Rara 219, acompañado al piano por David Harper.[6]
- Donizetti: aria Malvina, la bella, de Il Sibilo, 2 de diciembre de 2002. Opera Rara 219, acompañado al piano por David Harper.[6]
- Handel: Arie italiane per basso. 1 de septiembre de 2009. Deutsche Grammophon 000289 477 8361 9. Director: Federico Maria Sardelli.
- Haydn: L'anima del filosofo ossia Orfeo ed Euridice, 2 de noviembre de 2007. L'oiseau-Lyre 452668. Director: Christopher Hogwood.
- Mercadante: aria La preghiera, de Il Sibilo, 2 de diciembre de 2002. Opera Rara 219, acompañado al piano por David Harper.[6]
- Mozart: Mozart arias – d'Arcangelo, Orchestra del Teatro Regio. 29 de april de 2011. Deutsche Grammophon 000289 477 9297 0. Director: Gianandrea Noseda.
- Mozart: Don Giovanni. 18 de julio de 1995. Archiv Produktion (Deutsche Grammophon) 445870. Dirigido por sir John Eliot Gardiner.[7]
- Mozart: Don Giovanni. 11 de agosto de 1998, Deutsche Grammophon 457601, bajo la dirección de Claudio Abbado.
- Mozart: Don Giovanni. 13 de febrero de 2007. Deutsche Grammophon 000817509 and Decca DVD 000838309. Director: Daniel Harding.
- Mozart: Don Giovanni, 20 de noviembre de 2007. TDK 2103003. Dirección: Riccardo Muti.
- Mozart: Le nozze di Figaro. 13 de febrero de 2007. Deutsche Grammophon 000987602 and 000987502, DVD 000817509 and 000879909. Dirigido por Nikolaus Harnoncourt.[8]
- Mozart: Le nozze di Figaro. 3 de julio de 1995. Deutsche Grammophon 445903. Director: Claudio Abbado.
- Pacini: aria Come nube che leggera, de Il Sibilo. 2 de diciembre de 2002. Opera Rara 219, acompañado al piano por David Harper.[6]
- Pacini: aria Ecco alfin, de Il Sibilo. 2 de diciembre de 2002. Opera Rara 219, acompañado al piano por David Harper.[6]
- Pacini: aria Il paggio, de Il Sibilo. 2 de diciembre de 2002. Opera Rara 219, acompañado al piano por David Harper.[6]
- Puccini: La bohème. 14 de septiembre de 1999. Decca 466070 and 470624. Dirigido por Riccardo Chailly.
  - Puccini: aria "O Mimì, tu più non torni",  in La Bohème – The Dream Cast, released 12 de noviembre de 2002, Decca 472619.conductor Riccardo Chailly
- Puccini: Tosca. 6 de mayo de 2003. Decca 000017112. Director: Zubin Mehta.
- Rossini: Armida. 4 de octubre de 1994. Sony 58968. Director: Daniele Gatti.[9]
- Rossini: Bianca e Falliero. 11 de diciembre de 2001. Opera Rara 20. Director: David Parry.[6]
  - Rossini: aria Cielo, il mio labbro inspira de Bianca e Falliero.  En Sogno talor. 9 de septiembre de 2003, Dirigida por David Parry. Opera Rara 225.
- Rossini: Otello. 8 de febrero de 2000, Opera Rara 18. Director: David Parry.[6][10]
  - Rossini: aria "Che smania! ahimè! che affanno... L'error d'un infelice" de Otello. 13 de agosto de 2002. Director: David Parry, en Tiranos y amantes.  Opera Rara 221.
- Rossini: Semiramide. 25 de julio de 2006. Nightingale Classics 207013. Director: Marcello Panni.
- Rossini: Stabat Mater. 1 de noviembre de 2010. EMI Classics 5099964052922. Director: Antonio Pappano.
- Verdi: I Lombardi alla prima crociata. 16 de septiembre de 1997. Decca 455287. Director: James Levine.[11]
- Verdi: Misa de Requiem. 27 de marzo de 2001, Philips 468079 y DVD 000157119. Director: Valery Gergiev.
- Verdi: Misa de Requiem. 30 de agosto de 2005, RCA Victor red seal 61244. Dirigido por Nikolaus Harnoncourt.
- Verdi: Otelo. 11 de octubre de 1994. Deutsche Grammophon 439805. Director: Myung-Whun Chung.
  - Verdi: aria "Niun mi tema" de Otello, en Bravo Domingo!. 15 de septiembre de 1998. Deutsche Grammophon 000719102Director. Dirigido por Myung-Whun Chung (reeditado como Truly Domingo, 10 de octubre de 2006, con el mismo número de catálogo).
- Verdi: Rigoletto. 20 de octubre de 1998. Deutsche Grammophon 447064. Director: James Levine.[12][13]
- Giuseppe Verdi: Il trovatore. 17 de septiembre de 2002. EMI Classics 57360. Director: Antonio Pappano.[14]
- Vivaldi: Bajazet,[15] released 10 de mayo de 2005, Virgin Classics 45676 45676. Director: Fabio Biondi.
  - Vivaldi: aria "Nasce rosa lusinghiera" de Bajazet 12 de febrero de 2008. EMI Classics 10358. Dirigido por Fabio Biondi en Las 100 mejores de Vivaldi, .

### DVD
- Tancredi (Schwetzingen Festival)
- L'elisir d'amore (Wiener Staatsoper)
- Don Giovanni (Theater an der Wien)
- Don Giovanni (Festival de Salzburgo)
- Le nozze di Figaro (Festival de Salzburgo)
- Carmen (Royal Opera House)
- I Puritani (Teatro Comunale di Bologna)
- Anna Bolena  (Wiener Staatsoper)
- Requiem de Verdi (Los Angeles Philharmonic)
- L’elisir d’amore (Baden-Baden Festspielhaus)
- Don Giovanni (Festival de Macerata Opera)[16]
- Don Giovanni (Festival de Salzburgo)[17]